# Finale League Cup 2013
De finale van de League Cup van het seizoen 2012/13 werd gehouden op 24 februari 2013. Swansea City nam het op tegen Bradford City, een club uit de vierde divisie. Swansea won overtuigend met 5-0. De Nederlandse middenvelder Jonathan de Guzmán scoorde twee keer. Ook Nathan Dyer, die na afloop werd uitgeroepen tot man van de wedstrijd, was goed voor twee treffers. De Belgische middenvelder Roland Lamah mocht na 78 minuten invallen, de Nederlandse verdediger Dwight Tiendalli na 84 minuten. De Nederlanders Michel Vorm en Kemy Agustien bleven de hele finale op de bank.

## Finale

### Wedstrijd
|                              |                    |                                                     |              |                                                                           |
| 24 februari 2013 17:00 UTC+1 | Bradford City (IV) | 0 – 5                                               | Swansea City | Wembley Stadium, Londen Toeschouwers: 82.597 Scheidsrechter: Kevin Friend |
| 24 februari 2013 17:00 UTC+1 |                    | 16', 48' Dyer 40' Michu 59' (pen.), 90+1' De Guzmán |              | Wembley Stadium, Londen Toeschouwers: 82.597 Scheidsrechter: Kevin Friend |

| Bradford City | Swansea City |

| Bradford City: |    |                 |     |
|                |    |                 |     |
| GK             | 30 | Matt Duke       |     |
| RB             | 12 | Stephen Darby   | 56' |
| CB             | 23 | Rory McArdle    |     |
| CB             | 16 | Carl McHugh     |     |
| LB             | 27 | Curtis Good     | 46' |
| RM             | 11 | Garry Thompson  | 74' |
| CM             | 18 | Gary Jones      |     |
| CM             | 24 | Nathan Doyle    |     |
| LM             | 14 | Will Atkinson   |     |
| CF             | 9  | James Hanson    |     |
| CF             | 21 | Nahki Wells     | 58' |
| Wisselspelers: |    |                 |     |
| GK             | 1  | Jon McLaughlin  | 58' |
| DF             | 5  | Andrew Davies   | 46' |
| MF             | 4  | Ricky Ravenhill |     |
| MF             | 7  | Kyel Reid       |     |
| MF             | 26 | Blair Turgott   |     |
| FW             | 17 | Alan Connell    |     |
| FW             | 20 | Zavon Hines     | 74' |
| Coach:         |    |                 |     |
| Phil Parkinson |    |                 |     |

| Swansea City:   |    |                    |         |
|                 |    |                    |         |
| GK              | 25 | Gerhard Tremmel    |         |
| RB              | 22 | Àngel Rangel       |         |
| CB              | 24 | Ki Sung-Yueng      | 38' 63' |
| CB              | 6  | Ashley Williams    |         |
| LB              | 33 | Ben Davies         | 84'     |
| CM              | 7  | Leon Britton       |         |
| CM              | 20 | Jonathan de Guzmán |         |
| RW              | 12 | Nathan Dyer        | 78'     |
| AM              | 11 | Pablo Hernández    |         |
| LW              | 15 | Wayne Routledge    |         |
| CF              | 9  | Michu              |         |
| Wisselspelers:  |    |                    |         |
| GK              | 1  | Michel Vorm        |         |
| DF              | 16 | Garry Monk         | 63'     |
| DF              | 21 | Dwight Tiendalli   | 84'     |
| MF              | 14 | Roland Lamah       | 78'     |
| MF              | 26 | Kemy Agustien      |         |
| FW              | 17 | Itay Shechter      |         |
| FW              | 19 | Luke Moore         |         |
| Coach:          |    |                    |         |
| Michael Laudrup |    |                    |         |